# Agamemnon

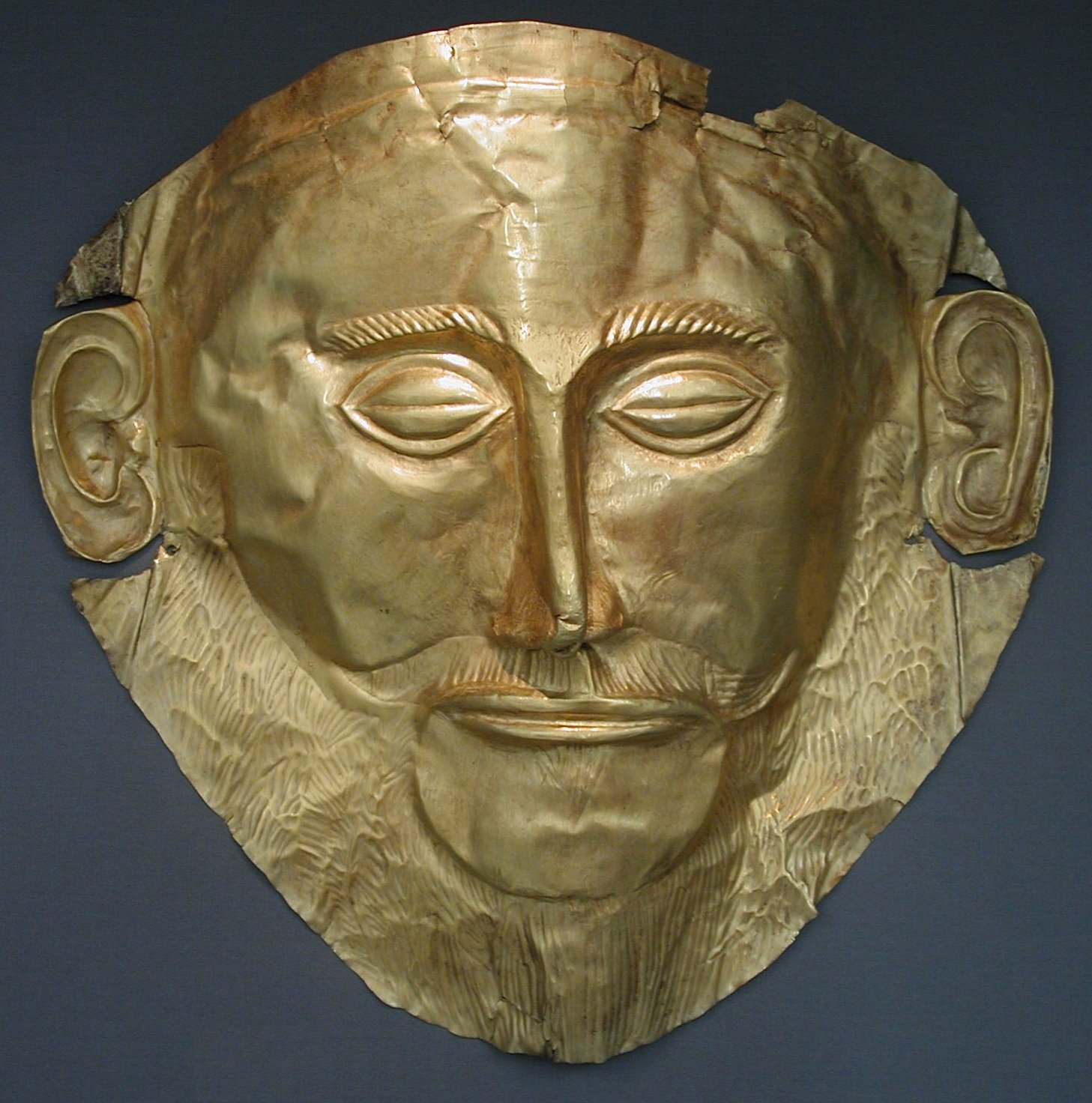
Mặt nạ được cho là của Agamennon, được phát hiện bởi Heinrich Schliemann tại Mycenae năm 1876 (dù chưa biết nó có đại diện cho một cá nhân hay không)

Trong thần thoại Hy Lạp, Agamemnon (tiếng Hy Lạp cổ: Ἀγαμέμνων, tiếng Hy Lạp hiện đại: Αγαμέμνονας) là con trai của vua Atreus của Mycenae và hoàng hậu Aerope, người anh em của Menelaus và chồng của Clytemnestra, thần thoại cho rằng ông là vua của Mycenae hoặc Argos, thường được cho là những cái tên khác cho cùng một vùng đất. Khi Helen, vợ của Menelaus, bị Paris của thành Troia bắt cóc, Agamemnon là thủ lĩnh của người Achaean trong chiến tranh thành Troia.

## Từ nguyên
Tên của ông trong Tiếng Hy Lạp, Ἀγαμέμνων, có nghĩa là "rất kiên định", "kiên định". Từ xuất phát từ * Ἀγαμέδμων từ ἄγαν, "rất nhiều" và μέδομαι, "suy nghĩ tới".

## Lý lịch
Atreus, cha của Agamemnon, đã sát hại các con trai của người em song sinh là Thyestes sau khi phát hiện ra việc Thyestes ngoại tình với vợ Atreus là Aerope. Thyestes là cha của Aegisthus với con gái riêng của ông ta, Pelopia, và người con trai này thề sẽ trả thù khủng khiếp cho những đứa con của Atreus. Aegisthus đã sát hại Atreus, khôi phục lại ngai vàng cho Thyestes và chiếm lấy ngai vàng của Mycenae và cùng cai trị với cha mình. Trong thời kỳ này, Agamemnon và em trai Menelaus đã chạy trốn sang thành Sparta và được vua Sparta là Tyndareus cứu.
Ở đó, hai anh em được kết hôn với các con gái của Tyndareus là Clytemnestra và Helen. Agamemnon và Clytemnestra có bốn người con: một con trai, Orestes, và ba con gái, Iphigenia, Electra và Chrysothemis. Menelaus kế vị Tyndareus ở Sparta, trong khi Agamemnon, với sự trợ giúp của em trai, đã đánh đuổi Aegisthus và Thyestes để phục hồi vương quốc của cha mình. Ông mở rộng quyền thống trị của mình bằng cách chinh phục và trở thành vị vua quyền lực nhất ở Hy Lạp.
Lịch sử gia đình của Agamemnon đã bị hoen ố bởi tội giết người, loạn luân và phản bội, hậu quả của tội ác tày trời do tổ tiên của ông, Tantalus, và sau đó là lời nguyền mà Pelops, con trai của Tantalus dính phải, bỏi vì Pelops đã giết Mytilus, người đã giúp ông lấy Hippodamia. Vì vậy, bất hạnh đã đến với các thế hệ kế tiếp của dòng họ Atreus và Thyestes, cho đến khi Orestes chuộc lỗi trong một tòa án công lý do con người và các vị thần cùng nắm giữ.

## Chiến tranh thànhTroia
Bài chi tiết: Chiến tranh thành Troia
Trận chiến kéo dài mười năm, không phân thắng bại, vì thành Troia được xây bằng đá kiên cố, và được các nước lân cận giúp đỡ. Có một thời gian Achilles lại không chịu ra trận vì giận Agamemmon đã chiếm Briseis, một nàng nô lệ xinh đẹp của Achilles. Khi người bạn thân, Patroclus lấy áo mão của Achilles ra trận và bị Hector giết chết, thì lúc đó Achilles mới chịu trở lại trận chiến để trả thù cho bạn.

## Trở về sau chiến tranh và bị giết
Sau chuyến trở về đầy sóng gió, Agamemnon và Cassandra đã về tới thành Mycenae trong sự vui mừng của người dân. Nhưng Agamemnon không thể ngờ, trong thời gian mười năm trên chiến trận thành Troia ấy, vợ ông, nữ hoàng Clytemnestra đã ngoại tình với Aegisthus, người em họ của ông. Đôi tình nhân đã âm mưu giết ông cùng với người vợ lẽ. Khi Agamemnon bước vào bồn tắm, Clytemnestra quấn tấm vải khắp người ông rồi đâm rìu giết ông. Sau khi Agamemnon chết, Aegisthus thay ông lên làm vua Mycenae và cùng trị vì với Clytemnestra. Họ có với nhau hai người con: một trai là Aectors, một gái là Erigone. Aegisthus làm vua chưa được bao lâu thì bị con trai của Agamemnon với Clytemnestra là Orestes giết hại để trả thù cho cha.

Trong Iliad của Homer, Aegisthus và Clytemnestra giả vờ tổ chức một bữa tiệc để ăn mừng chiến thắng của Agamemnon và mừng ông trở về. Sau đó, Aegisthus giết Agamemnon ở đại sảnh.

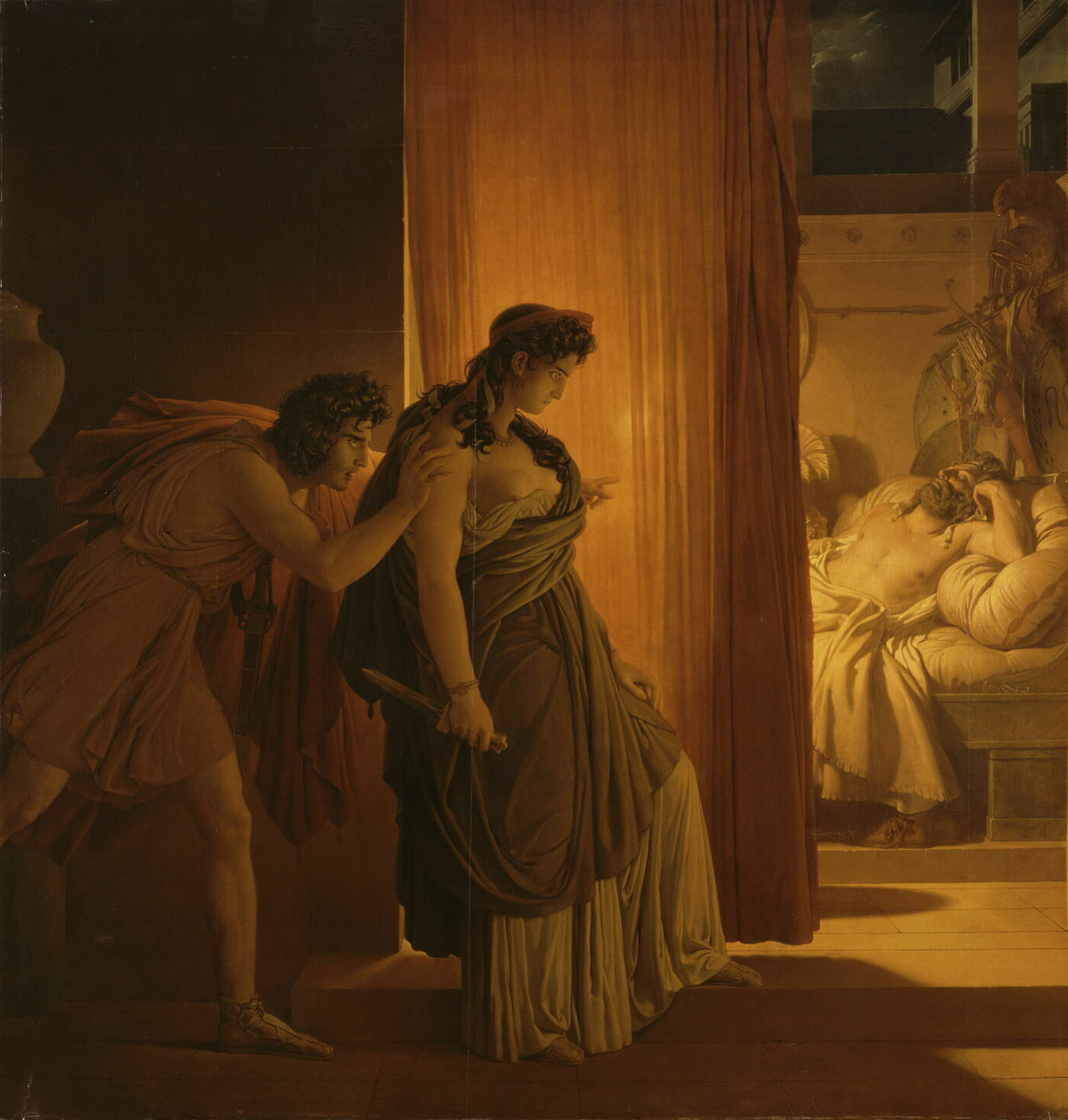
Cái chết của Agamemnon, tranh vẽ bởi Pierre-Narcisse Guérin (1817)
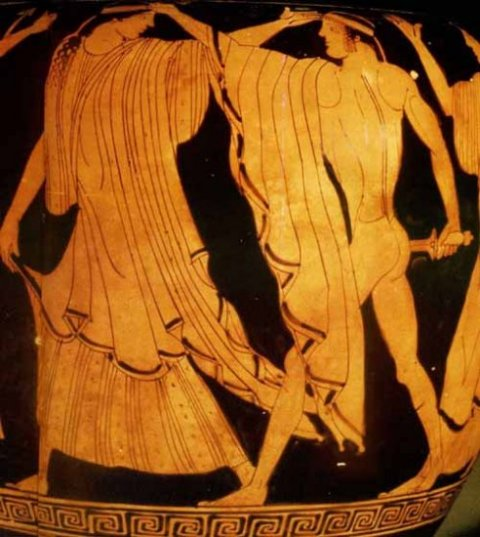
Orestes giết Clytemnestra và Aegisthus.